# گروه انتشارات امرالد
انتشارات امرالد محدود (به انگلیسی: Emerald Publishing Limited) یک انتشارات علمی است که کتاب‌ها و مجله‌های علمی چاپ می‌کند و مرکزش در لیدزِ انگلیس واقع است. در اصل این ناشر در زمینه‌هایی از علوم اجتماعی و مدیریت، شامل مدیریت، تجارت، آموزش و علوم کتابداری و اطلاع‌رسانی تمرکز دارد. امرالد هم‌چنین در زمینه‌هایی از سلامتی، علوم، مهندسی و تکنولوژی چاپ می‌کند.
انتشارات امرالد به عنوان یک ناشر مستقل شروع به کار کرد. این انتشارات توسط کیث هوارد و یک گروه مدیریت علمی از دانشگاه برادفورد بنیانگذاری شد. هوارد در سال ۲۰۱۷ از مدیریت گروه امرالد کنار رفت. ریچارد بون رئیس اجرایی شد و در سال ۲۰۱۸، ویکی ویلیامز مدیرعامل انتشارات شد. گروه انتشارات امرالد توسط گروه اطلاعات کمبریج که در آمریکا مستقر است، در ۱۰ ژوئن ۲۰۲۲ خریداری شد.

## تاریخچه
امرالد در سال ۱۹۶۷ در بریتانیا با نام Management Consultants Bradford (MCB) UP Ltd تأسیس شد. این ناشر در سال ۲۰۰۲ پس از موفقیت پایگاه داده Emerald Fulltext نام خود را به امرالد تغییر داد.
در سال ۲۰۰۷، امرالد مجموعه‌ای از کتاب‌های سریالی، مجموعه‌ها و تک‌نگاری‌های مرتبط با مدیریت و علوم اجتماعی را از شرکت الزویر خریداری کرد.
در سال ۲۰۱۱، امرالد ناشر حوزه بهداشت و مراقبت اجتماعی Pier Professional Limited را تصاحب کرد، و در سال ۲۰۱۵، شرکت GoodPractice، ارائه‌دهنده ابزارهای پشتیبانی برای رهبران و مدیران ارشد را به دست آورد. در سال ۲۰۲۰، Good Practice، Towards Maturity و Mind Tools تحت برند امرالد ادغام شدند.
در ۱۰ ژوئن ۲۰۲۲، گروه اطلاعاتی کمبریج، گروه انتشارات امرالد را خریداری کرد.
از تاریخ ۲۳ مه ۲۰۲۳، Emerald Publishing Limited کاتالوگ کتاب‌های شرکت Thomas Telford Limited (TTL) شامل ۳۵ عنوان مجله و دیگر دارایی‌های مرتبط با انتشار را از مؤسسه مهندسان عمران (ICE) خریداری کرد. راهنماهای New Engineering Contract (NEC) شامل این فروش نبودند.